# Aleksandra Cvetićanin
Aleksandra Cvetićanin est une joueuse de volley-ball serbe née le 5 avril 1993. Elle mesure 1,88 m et joue au poste de réceptionneuse-attaquante. Elle totalise 35 sélections en équipe de Serbie.

## Clubs
| Club           | De        | À         |
| -------------- | --------- | --------- |
| V.C Klek       | 2007-2008 | 2009-2010 |
| ŽOK Spartak    | 2010-2011 | 2016-2017 |
| CSM Lugoj      | 2017-2018 | 2017-2018 |
| Jászberényi RK | 2018-2019 | 2018-2019 |
| LP Vampula     | 2019-2020 | 2019-2020 |
| CSO Voluntari  | 2020-2021 | …         |

## Palmarès
- Championnat de Serbie
  - Finaliste : 2010, 2012, 2013, 2015.
- Coupe de Serbie
  - Finaliste : 2012.